# Youssef El Ghazoui
Youssef El Ghazoui Darir (Tarragona, Cataluña, España, 25 de octubre de 2000) conocido deportivamente como Youssef El Ghazoui, es un futbolista español de origen marroquí que juega como mediocentro. Actualmente forma parte del UE Santa Coloma de la Primera División de Andorra.

## Trayectoria deportiva
Comenzó formándose desde temprana edad en diferentes clubes base de Cataluña. En primera instancia y durante ocho años en el Joventut Bisbalenca para en el segundo año infantil recalar en el CF Vendrell y más tarde en el CF Cubellas.
Con 17 años pasa a formar parte del equipo juvenil del  Club Deportivo Toledo de División de Honor Juvenil de España donde estuvo en dinámica de entrenamientos con el primer equipo sénior. Para finalizar su etapa formativa base, en la temporada 2018/2019, ingresa en las filas del Club de Futbol Reus Deportiu para competir con el combinado sub-19 de igual categoría nacional.
En la temporada 2019/2020 ficha por el Club Deportivo Tenerife "B" para competir en el grupo XII de la Tercera División de España y acabar en sexta posición ese año.
Para la temporada 2020/2021 recala en el Rayo Cantabria filial directo del Real Racing Club de Santander, con quien alcanza la segunda posición en el grupo tercero de Tercera División RFEF, consiguiendo finalmente el ascenso a la Segunda División RFEF.
En la temporada 2021/2022 se convierte en nuevo jugador del Elche Ilicitano CF para competir de nuevo en la categoría nacional de Tercera División RFEF.
De cara a la temporada 2022/2023 firma contrato profesional con la Unió Esportiva Santa Coloma de la Primera División de Andorra debutando en el encuentro correspondiente a la primera jornada de liga enfrentándose al Atlètic Club d'Escaldes.
El 31 de enero de 2023, ficha como nuevo futbolista del Dubai City FC de la División 1 de EAU hasta final de temporada.

## Selección nacional
Ha formado parte de las categorías inferiores de la Selección de fútbol de Marruecos siendo su primera convocatoria en noviembre de 2018 en Rabat con el combinado U18 para más tarde alcanzar el combinado marroquí U20.

## Carrera deportiva

### Clubes
| Club                        | País                   | Año           |
| --------------------------- | ---------------------- | ------------- |
| CF Reus Deportiu U19        | España                 | 2018 - 2019   |
| Club Deportivo Tenerife "B" | España                 | 2019-2020     |
| Rayo Cantabria              | España                 | 2020-2021     |
| Elche Ilicitano CF          | España                 | 2021-2022     |
| Unió Esportiva Santa Coloma | Andorra                | 2022-2023     |
| Dubai City FC               | Emiratos Árabes Unidos | 2023          |
| Unió Esportiva Santa Coloma | Andorra                | 2023-presente |